# 日本武術太極拳連盟
公益社団法人日本武術太極拳連盟（こうえきしゃだんほうじんにほんぶじゅつたいきょくけんれんめい）は、日本における武術太極拳（武術〈ウーシュー〉、中国武術）を統括する国内競技連盟である。国際武術連盟、アジア武術連盟、日本オリンピック委員会、日本スポーツ協会に加盟している。

## 沿革
- 1987年4月26日 - 日本武術太極拳連盟創立
- 1987年9月25日 - アジア武術連盟に加盟
- 1988年12月14日 - 社団法人化
- 1990年10月3日 - 国際武術連盟、日本オリンピック委員会に加盟
- 1991年3月28日 - 日本体育協会（のちの日本スポーツ協会）に加盟
- 1993年5月9日 - 第1回東アジア競技大会で武術太極拳競技参加（中国・上海）
- 1994年10月12日 - 第12回広島アジア競技大会の正式種目で武術太極拳競技を実施
- 2008年8月21日 - 2008年北京オリンピック武術トーナメント（2008年北京武術トーナメント（中国語版））参加（中国・北京）[1][2][3]

## 大会
- 全日本武術太極拳競技会
- 全日本武術太極拳選手権大会
- JOCジュニアオリンピックカップ武術太極拳大会

## 加盟団体
- 北海道武術太極拳連盟
- 青森県武術太極拳連盟
- 岩手県武術太極拳連盟
- 宮城県武術太極拳連盟
- 秋田県武術太極拳連盟
- 山形県武術太極拳連盟
- 福島県武術太極拳連盟
- 茨城県武術太極拳連盟
- 栃木県武術太極拳連盟
- 群馬県武術太極拳連盟
- 埼玉県武術太極拳連盟
- 千葉県武術太極拳連盟
- 東京都武術太極拳連盟
- 日本学生武術太極拳連盟
- 東京武術散手倶楽部
- 神奈川県武術太極拳連盟
- 山梨県武術太極拳連盟

- 新潟県武術太極拳連盟
- 長野県武術太極拳連盟
- 富山県武術太極拳連盟
- 石川県武術太極拳連盟
- 福井県武術太極拳連盟
- 静岡県武術太極拳連盟
- 愛知県武術太極拳連盟
- 三重県武術太極拳連盟
- 岐阜県武術太極拳連盟
- 滋賀県武術太極拳連盟
- 京都府武術太極拳連盟
- 大阪府武術太極拳連盟
- 兵庫県武術太極拳連盟
- 奈良県武術太極拳連盟
- 和歌山県武術太極拳連盟
- 鳥取県武術太極拳連盟
- 島根県武術太極拳連盟

- 岡山県武術太極拳連盟
- 広島県武術太極拳連盟
- 山口県武術太極拳連盟
- 香川県武術太極拳連盟
- 高知県武術太極拳連盟
- 徳島県武術太極拳連盟
- 愛媛県武術太極拳連盟
- 福岡県武術太極拳連盟
- 佐賀県武術太極拳連盟
- 大分県武術太極拳連盟
- 宮崎県武術太極拳連盟
- 長崎県武術太極拳連盟
- 熊本県武術太極拳連盟
- 鹿児島県武術太極拳連盟
- 沖縄県武術太極拳連盟